# 15057 Whitson
15057 Whitson è un asteroide della fascia principale. Scoperto nel 1998, presenta un'orbita caratterizzata da un semiasse maggiore pari a 3,1915447 UA e da un'eccentricità di 0,1420119, inclinata di 2,10036° rispetto all'eclittica.